# DVB-T in der Schweiz

DVB-T-Logo

Dieser Artikel beschreibt den Betrieb von DVB-T in der Schweiz. Die Abkürzung steht für englisch “Digital Video Broadcasting – Terrestrial”; zu Deutsch etwa «digitales, terrestrisches Fernsehen». DVB-T bezeichnet eine Variante von DVB, die für die Funkübertragung von digitalen Hörfunk- und Fernsehsignalen über terrestrische (erdgebundene) Wege verwendet wird. DVB-T wurde 1997 von dem Europäischen Institut für Telekommunikationsnormen (ETSI) im Standard EN 300 744 festgelegt.

## Verlauf der Umstellung auf DVB-T
Zum Zeitpunkt der Abstellung des analogen terrestrischen Fernsehens am 26. November 2007 standen in allen vier Sprachregionen (deutsch, rätoromanisch, französisch, italienisch) entsprechende regionale Multiplexe zur Verfügung. In jedem Multiplex wurden die zwei ersten SRG-Programme der eigenen Region sowie jeweils das erste SRG-Programm der anderen Sprachregionen gesendet. In der Deutschschweiz und in der rätoromanischen Schweiz waren das zum Zeitpunkt des Abschlusses der Umstellung SF 1 und SF zwei sowie TSR 1 (französisch) und RTSI (italienisch). SF info und HD suisse wurden der Definition entsprechend nicht ausgestrahlt.
Per 2015 werden mit dem zusätzlichen Sender SRF info (bis 2012 SF info) in der deutschsprachigen und in der rätoromanischsprachigen Schweiz SRF 1, SRF zwei, SRF info, RTS Un und RSI LA 1 ausgestrahlt. In der Romandie wird RTS Un, RTS Deux, SRF 1 und RSI LA 1, in der italienischsprachigen Schweiz RSI LA 1, RSI LA 2, SRF 1 und RTS Un ausgestrahlt.
Zum Zeitpunkt der Umstellung empfangen nur acht Prozent der Haushalte Fernsehprogramme terrestrisch. Bedingt durch die hohe Verkabelungsquote von etwa 78 % der Schweizer Haushalte gab es bei den privaten Sendern kaum Interesse, Privatfernsehen über DVB-T zu verbreiten, 2011 lief ein Testbetrieb des Privatsenders Tele Tell in der Zentralschweiz.
Im Oberwallis wurde von 2011 bis 2013 von der Valaiscom AG über DVB-T das Funknetz DIGITnet betrieben. Dieses übertrug ein relativ grosses Angebot an öffentlichen und privaten TV- und Radiosendern. Die Übertragung war verschlüsselt, der Empfang war kostenpflichtig.
In Graubünden sind via teleraetia bis zu 20 öffentliche und private TV-Sender empfangbar. Die Übertragung ist verschlüsselt, der Empfang ist kostenpflichtig.
Das Bundesamt für Kommunikation hat Anfang 2010 eine Bedürfnisanalyse zur zukünftigen DVB-T-Verbreitung in der Schweiz erstellt. Der Evaluationsbericht zur Anhörung schliesst mit den Sätzen:

«Es ist darauf hinzuweisen, dass derzeit ein DVB-T-Netz mit einer Abdeckung von über 99 % der Schweizer Bevölkerung betrieben wird. Es wurden auch bedeutende Beträge in die Programmverbreitung über DVB-T investiert. Der Verkauf von DVB-T-Empfangsgeräten wurde ebenfalls gefördert; heute verfügen die Schweizer Haushalte insgesamt über 1,5 Millionen betriebsbereite DVB-T-Empfänger. Ein Grossteil dieser Geräte ermöglicht ausserdem den Empfang von HDTV-Programmen über DVB-T auf der Grundlage der Norm MPEG-4. Der Markt wäre somit bereit für den Auftritt zusätzlicher Veranstalter.»

| Kanton/Region                       | Umstellungsbeginn | Analogabschaltung | Multiplexe |
| ----------------------------------- | ----------------- | ----------------- | ---------- |
| Tessin                              | 1. August 2003    | 24. Juli 2006     | 1          |
| Engadin                             | 1. Februar 2003   | 13. November 2006 | 1          |
| Grosser Teil des Waadtland          | August 2005       | 25. Juni 2007     | 1          |
| Genfersee-Gebiet, Jura              | Dezember 2006     | 25. Juni 2007     | 1          |
| Nordschweiz, Mittelland, Ostschweiz | 2006              | 26. November 2007 | 1          |
| Graubünden (ausser Engadin)         | August 2007       | 26. November 2007 | 1          |

## Einstellung von DVB-T
Ende 2018 wurde teleraetia, und am 3. Juni 2019 um 9 Uhr (MESZ) auch die Verbreitung der SRG-Programme über DVB-T in der Schweiz eingestellt. DVB-T gehört nicht mehr zum Service public. Die Möglichkeit zum Fernsehempfang über Antenne ist damit entfallen (abgesehen von Sendern aus dem benachbarten Ausland in grenznahen Regionen), Fernsehprogramme werden seitdem nur noch über Kabel (DVB-C), Satellit (DVB-S) oder IP-TV ausgestrahlt.
Dies hat auch Auswirkungen auf deutsche Kabelnetzbetreiber, da mit der Einstellung von DVB-T die Overspillregelung wegfiel.
Hingegen wird der frankophone Lokalsender Léman Bleu auch nach dem 3. Juni 2019 über DVB-T senden.
Inzwischen gibt es privatwirtschaftliche Bestrebungen, einige grenznahe Sendestandorte wieder in Betrieb zu nehmen.
Eine Antenne für Grand Genf ist geplant.
Im Kabelnetz von Gland wird TV nicht in DVB-C, sondern DVB-T verbreitet.